# The Wall Street Journal
The Wall Street Journal é um jornal diário internacional em língua inglesa sobre notícias econômicas e que mantém sede em Nova York, Estados Unidos. O jornal é publicado em seis dias da semana pela Dow Jones & Company, uma divisão da News Corp, juntamente com suas edições asiáticas e europeias. O jornal é publicado no formato standard.
O Wall Street Journal é o maior jornal nos Estados Unidos por circulação. De acordo com a Aliança para Auditado Media, Jornal teve uma circulação de cerca de 2,4 milhões de cópias (incluindo cerca de 900 mil assinaturas digitais) em março de 2013, em comparação com 1,7 milhão do USA Today.
O jornal ganhou 39 prêmios Pulitzer até 2015 e deriva seu nome da Wall Street, no coração do distrito financeiro de Lower Manhattan, Nova York. A revista foi impressa continuamente desde a sua criação em 8 de julho de 1889, por Charles Dow, Edward Jones e Charles Bergstresser.
Em agosto de 2007 a empresa News Corporation, propriedade do empresário Rupert Murdoch, anunciou a compra da Dow Jones & Company por 5,6 bilhões de dólares (5,6 mil milhões de dólares em Portugal). A News Corp. é proprietária de mais de uma centena de publicações impressas no mundo, além da rede de FOX e os estúdios de cinema 20th Century Fox.

## História

### Fundação e século XIX

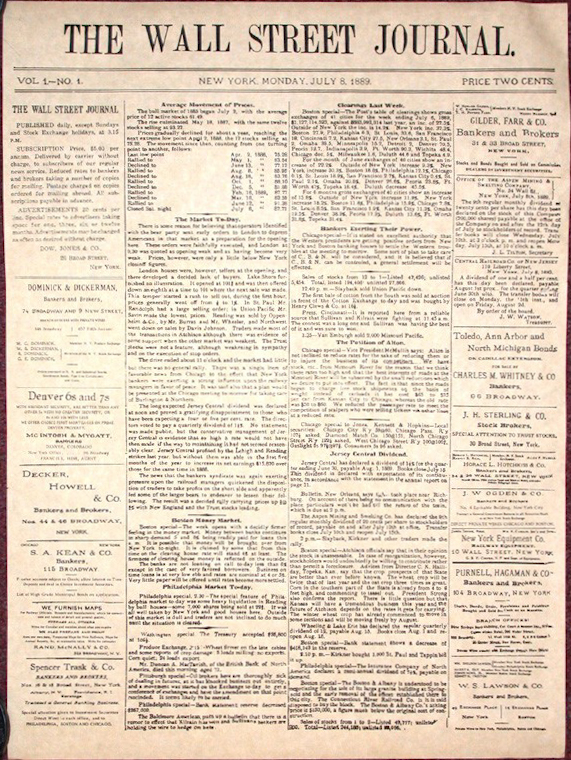
Primeira página da primeira edição do The Wall Street Journal em 8 de julho de 1889

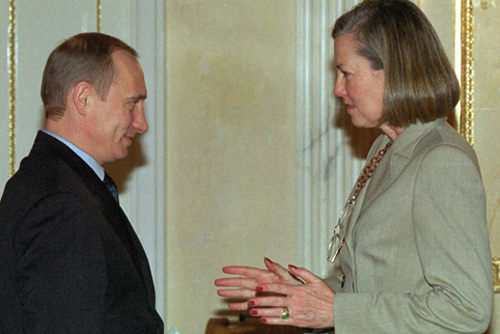
Vladimir Putin com a correspondente do Wall Street Journal Karen Elliott House em 2002

Os primeiros produtos da Dow Jones & Company, a editora do Journal, foram breves boletins de notícias, apelidados de Flimsies, entregues em mãos ao longo do dia aos operadores da bolsa de valores no início da década de 1880. Mais tarde, eles foram agregados em um resumo diário impresso chamado Customers' Afternoon Letter. Os repórteres Charles Dow, Edward Jones e Charles Bergstresser converteram isso no The Wall Street Journal, que foi publicado pela primeira vez em 8 de julho de 1889 e começou a ser entregue no Dow Jones & Company News Service via telégrafo.
Em 1896, o Dow Jones Industrial Average foi lançado. Foi o primeiro de vários índices de preços de ações e títulos da Bolsa de Valores de Nova York. Em 1899, a coluna Review & Outlook do Journal, que ainda hoje é publicada, apareceu pela primeira vez, inicialmente escrita por Charles Dow.

### Século 20
O jornalista Clarence Barron comprou o controle da empresa por US$ 130 000 em 1902 (equivalente a US$ 4 397 000 em 2022); a circulação era então de cerca de 7 000, mas subiu para 50 000 no final da década de 1920. Barron e seus predecessores foram creditados por criar uma atmosfera de relatórios financeiros independentes e destemidos - uma novidade nos primeiros dias do jornalismo de negócios. Em 1921, foi fundado o Barron's, o principal semanário financeiro dos Estados Unidos. Barron morreu em 1928, um ano antes da Terça-feira Negra, o crash da bolsa de valores que afetou muito a Grande Depressão nos Estados Unidos. Descendentes de Barron, a família Bancroft, continuaria a controlar a empresa até 2007.
O Journal assumiu sua forma moderna e destaque na década de 1940, uma época de expansão industrial para os Estados Unidos e suas instituições financeiras em Nova York. Bernard Kilgore foi nomeado editor-chefe do jornal em 1941 e CEO da empresa em 1945, acumulando uma carreira de 25 anos como chefe do Journal. Kilgore foi o arquiteto do design icônico da primeira página do jornal, com seu resumo "What's News" e sua estratégia de distribuição nacional, que elevou a circulação do jornal de 33 000 em 1941 para 1,1 milhão quando Kilgore morreu em 1967. Sob Kilgore, em 1947, o jornal ganhou seu primeiro Prêmio Pulitzer pelos editoriais de William Henry Grimes.
Em 1967, a Dow Jones Newswires iniciou uma grande expansão fora dos Estados Unidos, colocando seus jornalistas em todos os principais centros financeiros da Europa, Ásia, América Latina, Austrália e África. Em 1970, a Dow Jones comprou a rede de jornais Ottaway, que na época compreendia nove jornais diários e três jornais de domingo. Mais tarde, o nome foi alterado para Dow Jones Local Media Group.
O período de 1971 a 1997 trouxe uma série de lançamentos, aquisições e joint ventures, incluindo "Factiva", The Wall Street Journal Asia, The Wall Street Journal Europe, o site WSJ.com, Dow Jones Indexes, MarketWatch e " Edição de fim de semana do WSJ". Em 2007, a News Corp. adquiriu a Dow Jones. WSJ., uma revista de estilo de vida de luxo, foi lançada em 2008.
Um complemento do jornal impresso, The Wall Street Journal Online, foi lançado em 1996 e desde o início permitiu o acesso apenas por assinatura.

### Século 21
Em 2003, a Dow Jones começou a integrar os relatórios dos assinantes impressos e online do Journal em declarações do Audit Bureau of Circulations. Em 2007, era comumente considerado o maior site de notícias de assinatura paga na Web, com 980 000 assinantes pagos. Desde então, a assinatura digital aumentou para 1,3 milhão em setembro de 2018, caindo para o segundo lugar atrás do The New York Times com 3 milhões de assinaturas digitais. Em maio de 2008, uma assinatura anual da edição online do The Wall Street Journal custa US$ 119 para quem não tem assinatura da edição impressa. Em junho de 2013, o custo mensal de uma assinatura da edição online era de US$ 22,99, ou US$ 275,88 anualmente, excluindo as ofertas introdutórias As taxas de assinatura digital aumentaram dramaticamente para US$ 443,88 por ano, à medida que sua popularidade aumentava em relação à impressão, com assinantes iniciantes pagando US$ 187,20 por ano.
Em 30 de novembro de 2004, a Oasys Mobile e o The Wall Street Journal lançaram um aplicativo que permitiria aos usuários acessar o conteúdo do The Wall Street Journal Online por meio de seus telefones celulares.
Em setembro de 2005, a Journal lançou uma edição de fim de semana, entregue a todos os assinantes, que marcou o retorno à publicação aos sábados após um lapso de cerca de 50 anos. O movimento foi projetado em parte para atrair mais publicidade do consumidor.
Em setembro de 2005, a Journal lançou uma edição de fim de semana, entregue a todos os assinantes, que marcou o retorno à publicação aos sábados após um lapso de cerca de 50 anos. O movimento foi projetado em parte para atrair mais publicidade do consumidor.
Em 2007, o Journal lançou uma expansão mundial de seu site para incluir as principais edições em língua estrangeira. O jornal também havia mostrado interesse em comprar o rival Financial Times.